# Australische bonte scholekster
De Australische bonte scholekster (Haematopus longirostris) is een vogel uit de familie van scholeksters (Haematopodidae).

## Verspreiding en leefgebied
Deze soort komt voor aan de kusten van Australië, Tasmanië, zuidelijk Nieuw-Guinea en de Molukken.